# Archenhold-Sternwarte

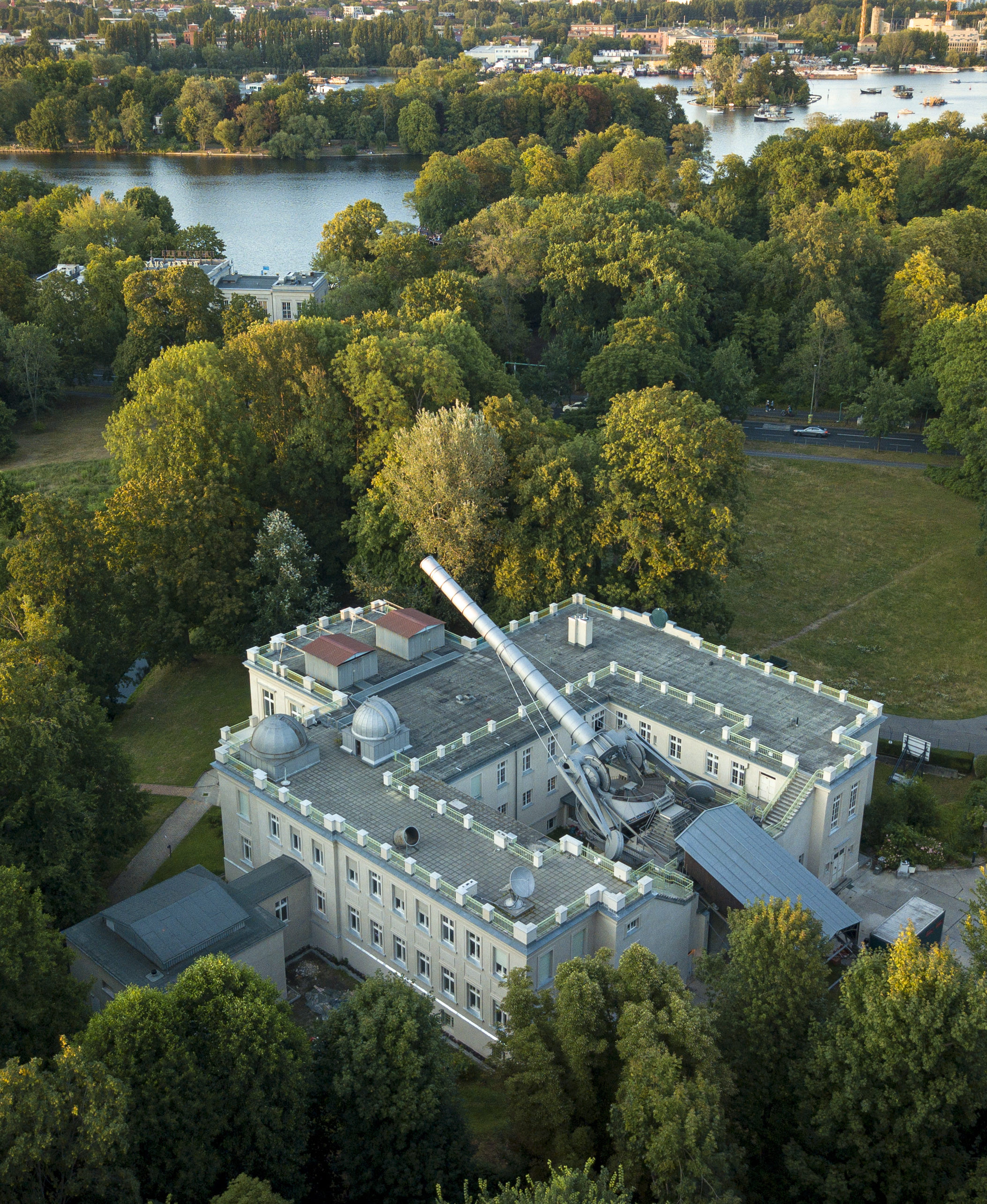
Archenhold-Sternwarte (2022)

Die Archenhold-Sternwarte ist eine Ende des 19. Jahrhunderts eingerichtete Volkssternwarte im Treptower Park im Berliner Ortsteil Alt-Treptow, Adresse Alt-Treptow 1. Sie beherbergt den Großen Refraktor, das längste bewegliche Linsenfernrohr der Welt (auch Himmelskanone genannt), das Ursache für ihre Errichtung war. Die Einrichtung erhielt 1946 ihren Namen nach Friedrich Simon Archenhold, ihrem Gründer und ersten Direktor. Sie gilt als größte Volkssternwarte Deutschlands und als eine der ältesten.
Die geografischen Koordinaten der Volkssternwarte betragen 52° 29′ 9″ N, 13° 28′ 35″ O nördliche Breite, die Höhe 41 m über NN.

## Geschichte

### Entstehung im Zuge der Berliner Gewerbeausstellung von 1896

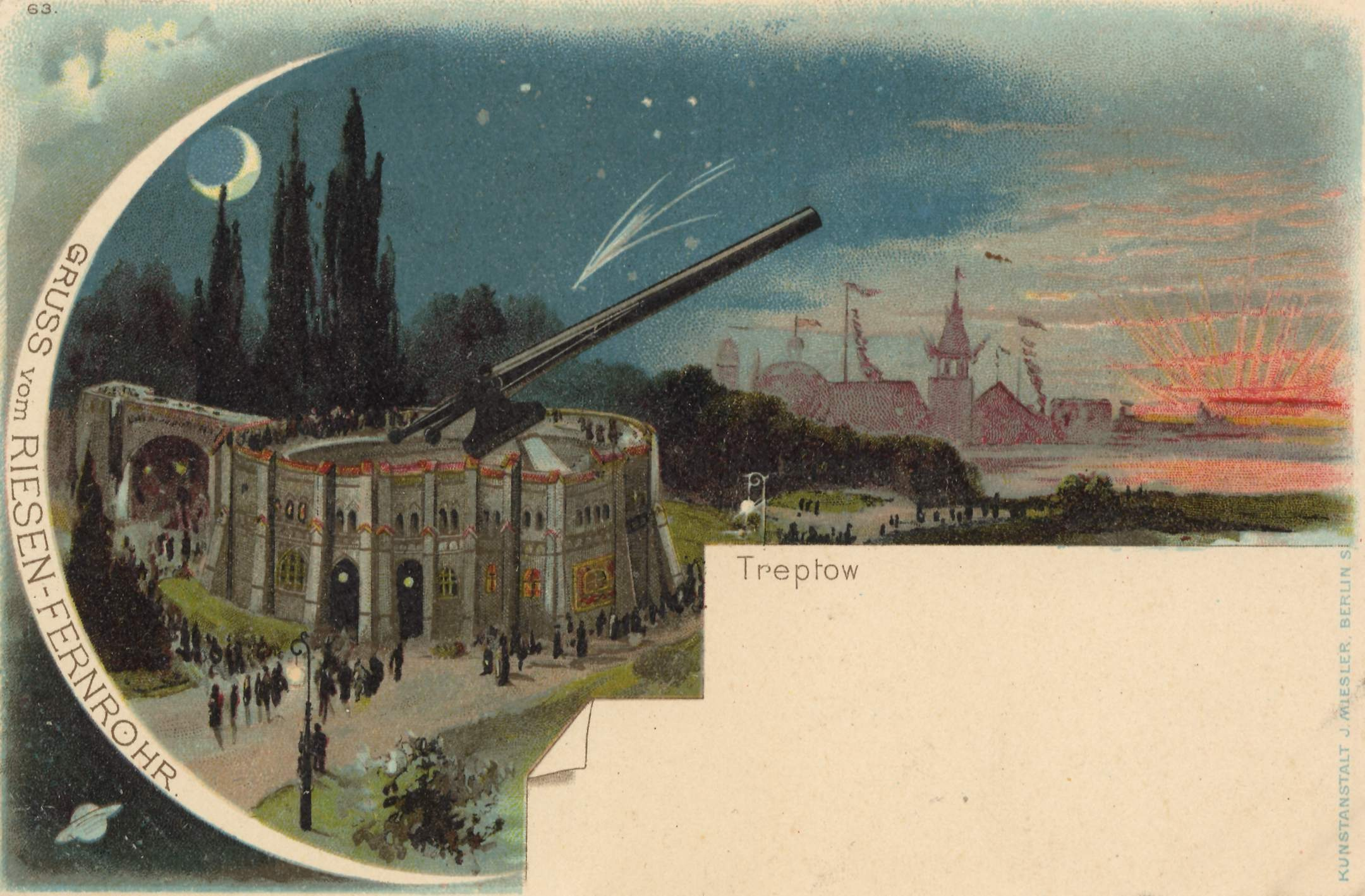
Das Riesenfernrohr auf der Berliner Gewerbeausstellung 1896

Die Archenhold-Sternwarte entstand aus einer vorübergehenden Installation um das Riesenfernrohr zur Berliner Gewerbeausstellung 1896, die aus Anlass des 25-jährigen Jahrestags der Erhebung Berlins zur Reichshauptstadt stattfand. Industrie, Wirtschaft und Handel wollten besonders prestigeträchtige Objekte auf dieser Ausstellung zeigen. Kaiser Wilhelm II legte jedoch sein Veto ein. Um dennoch die wirtschaftlichen Ziele zu erreichen, wurde die Ausstellung nicht als „Weltausstellung“ bezeichnet, präsentierte aber dennoch besondere Leistungen der deutschen Industrie. Ein Riesenfernrohr der Superlative, das aus deutscher Herstellung stammte, passte daher ins Ausstellungskonzept.
So wurden die Planungen für ein großes Forschungs-Fernrohr, die Friedrich Simon Archenhold ab 1893 ausgearbeitet hatte, integriert. Auf der Gewerbeausstellung sollte es dazu dienen, durch Eintrittsgelder die Herstellungs- und Aufstellungskosten sowie die geplante Verlagerung des Instrumentes nach der Gewerbeausstellung finanzieren zu können. Auf Betreiben von Wilhelm Foerster und Max Wilhelm Meyer sollte die Einrichtung eine Schau-Attraktion auf der Ausstellung sein; seine imposante Größe sollte als Hingucker wirken; wissenschaftlich-astronomische Erkenntnisse sollten einer breiten Öffentlichkeit vermittelt werden können.

### Riesenfernrohr

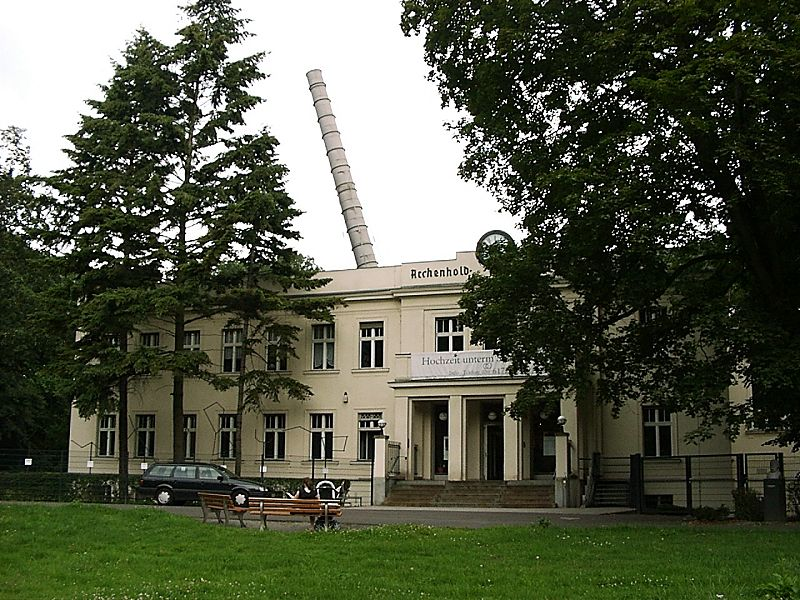
Archenhold-Sternwarte, 2004

Das Fernrohr wurde im Treptower Park auf einem erschütterungsfreien Postament errichtet und mit einem hufeisenförmigen Holzgebäude umgeben, das über Ausstellungsräume und einen Vortragssaal verfügte. Der Holzbau hatte historisierende Formen und trug eine durch Zinnen abgeschlossene Plattform. Die am 1. Mai 1896 eröffnete Gewerbeausstellung zeigte zwar das Riesenteleskop, das jedoch erst im September des gleichen Jahres funktionsfähig war. Dieses Linsenfernrohr besitzt eine Öffnungsweite von 68 Zentimetern (seit einer Beschädigung auf 58 cm abgeblendet) und eine Brennweite von 21 Metern. Das Gesamtgewicht beträgt 130 Tonnen und ist durch seine Konstruktion in jeder Richtung und Höhe frei beweglich.
Durch die verspätete Fertigstellung fehlten die Einnahmen, um das Instrument wie vorgesehen nach der Ausstellung abzubauen. Ende 1896 entschied die Stadtverordnetenversammlung, dass das für die Gewerbeausstellung installierte Ensemble weiter dort stehen bleiben dürfe. Archenhold erhielt für seine Forschungen im Treptower Park keinerlei staatliche oder kommunale Zuwendungen, lediglich Spenden halfen ihm, unter anderem von den Freien Gewerkschaften. So machte er aus der Not eine Tugend und betrieb das Institut als Volkssternwarte. Im Jahr 1896, mit der Eröffnung der Sternwarte, hatte sich der Verein Treptow-Sternwarte e. V. gegründet. Er übernahm unter dem Vorsitz von Archenhold die Führung der Sternwarte und der zugehörigen Ausstellungen, zudem organisierte er Vortragsveranstaltungen.
Astronomische Beobachtungen von Standardobjekten (freiäugig sichtbare Planeten, Messier-Objekte etc.), Mondfinsternissen und Kometen wurden durchgeführt, auch zahlreiche Beobachtungen für die Öffentlichkeit. Im Jahr 1897 kamen etwa 23.000 Besucher und bis 1899 stieg die Zahl der Besucher auf über 60.000. Diese Anzahl blieb bis Mitte der 1930er Jahre in etwa gleich.

### Forschung der Familie Archenhold
Die ersten Forschungen von Friedrich Simon Archenhold, für die er von Wilhelm Foerster beauftragt worden war, galten der Entwicklung der photographischen Methode. Foerster war selbst kein Beobachter, galt aber als geschickter Wissenschaftspolitiker: Er beauftragte seine Assistenten mit Erprobungen neuer Techniken. Archenhold testete eine neue, kurzbrennweitige Astro-Kamera zuerst an der Ostsee, dann in einer eigens zum Test eingerichteten Station in Berlin-Halensee. Dabei gelang ihm ein weiterer photographischer Nachweis des Nebels bei ξ Persei (heute „California-Nebel“ genannt). Nach dem Bau des Riesenfernrohrs setzte er seine technischen Tests (mit Fotografien und Bewegtbildern) und astronomischen Beobachtungen in Treptow fort.
Forschungsberichte und Fachartikel wurden zu den Kometen Perrine 1897 und Halley 1910, einer Feuerkugel und leuchtenden Nachtwolken publiziert. Die Beteiligung an der Beobachtungskampagne der Nova Persei 1901 ist dokumentiert, was an frühere ähnliche Beobachtungen anschloss. Die Ursache von Novae (Oberflächeneruptionen in kataklysmischen Doppelsternen) war damals noch unverstanden. Novae (unvorhersagbar ausbrechende Sterne) und veränderliche Sterne bzw. die Untersuchungen ihrer Perioden waren damals eines der wichtigsten und aktuellsten Forschungsgebiete.
Eine Publikation entstand 1912 nach Beobachtungen des Großen Roten Flecks auf dem Jupiter mit Hilfe des Riesenfernrohrs. Der Sohn des Sternwarten-Gründers, Günter Archenhold, publizierte vor allem zur Sonnenforschung und zum Halo-Phänomen.

### Umbau und Weiterbetrieb

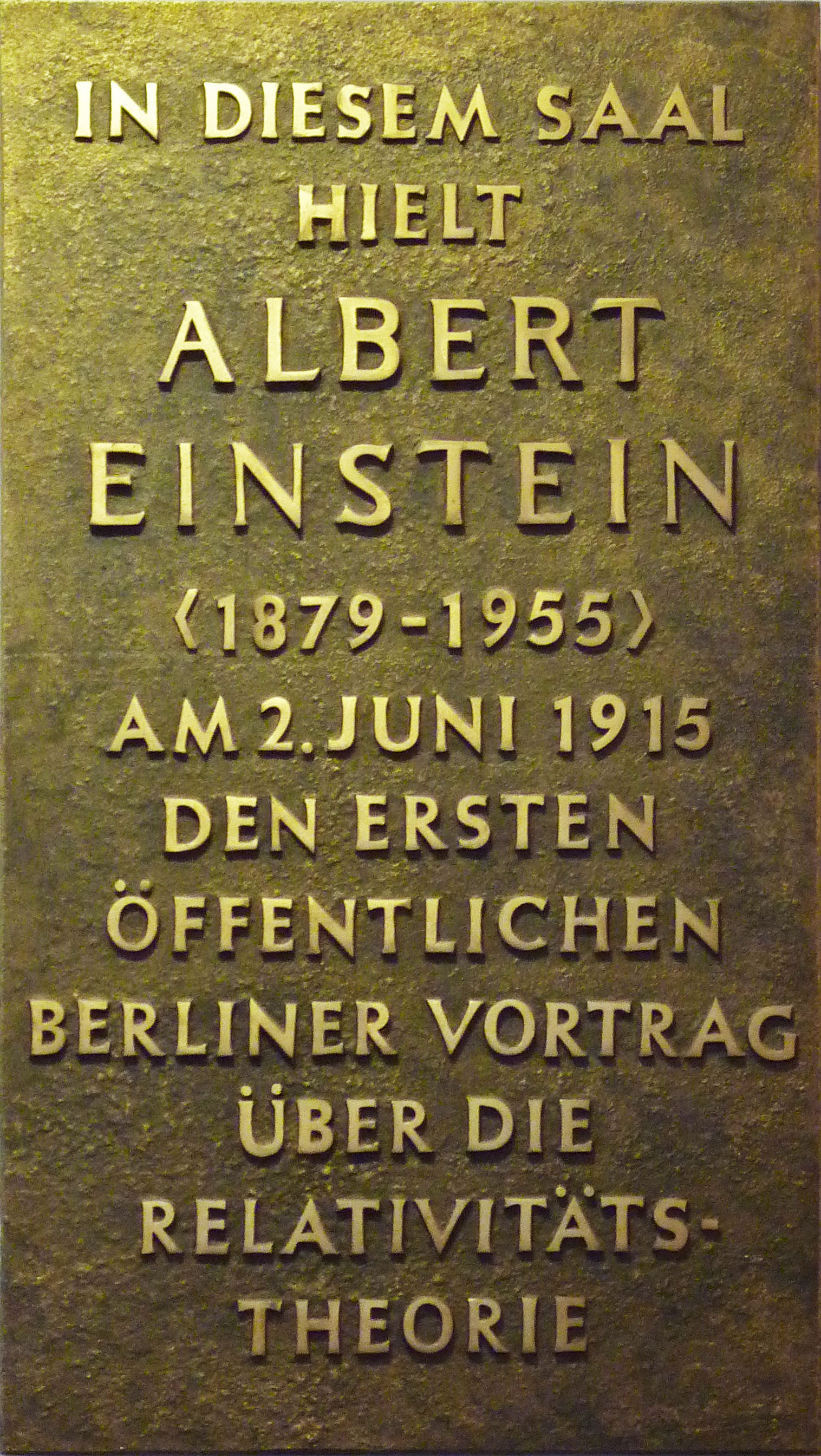
Schild an der Tür des Einstein-Saals an der Archenhold-Sternwarte Berlin.

Im Jahr 1908 wurde das nur für die Gewerbeausstellung gedachte Holzgebäude durch einen Neubau ersetzt, den die Architekten Konrad Reimer und Friedrich Körte geplant hatten. Die Eröffnung des neuen Gebäudes, im Stil des Klassizismus und ebenfalls mit einem hufeisenförmigen Grundriss und einer Besucherterrasse, fand am 4. April 1909 statt. Am 2. Juni 1915 hielt Albert Einstein im großen Vortragssaal der Sternwarte seinen ersten öffentlichen Vortrag über die Allgemeine Relativitätstheorie. 1931 trat Friedrich Simon Archenhold im Alter von 70 Jahren als Direktor der Sternwarte zurück, und sein Sohn Günter Archenhold übernahm die Leitung. Er begründete unter anderem die astronomischen Arbeitsgemeinschaften. Die Nationalsozialisten zwangen Günter Archenhold wegen seiner jüdischen Abstammung Ende 1936 zur Niederlegung seines Amtes. Schließlich gab die Familie Archenhold ihr Lebenswerk, die Sternwarte in Treptow, auf und emigrierte. Einige Angehörige, darunter Alice Archenhold und ihre Tochter Hilde Archenhold, kamen im KZ Theresienstadt ums Leben. Die Verwaltungsleitung der Sternwarte wurde einem astronomisch unkundigen Beamten übertragen und die Einrichtung der Hauptschulverwaltung Berlins angegliedert. Die wissenschaftliche Leitung übernahm Richard Sommer (1888–1982), der die Arbeitsgemeinschaften fortführte. In diesen Jahren kamen die Deutsche Arbeitsgemeinschaft für Sonnenforschung (DARGESO) und die Berliner Astronomische Vereinigung (BAV) an die Sternwarte, die sich schließlich zur Himmelskundlichen Arbeitsgemeinschaft zusammenschlossen. Gegen Ende des Zweiten Weltkriegs erhielt die Sternwarte einen Bombentreffer im Südwestflügel, wobei das Riesenfernrohr ohne schwere Beschädigungen blieb.
Schon am 9. Juli 1945 zur partiellen Sonnenfinsternis fanden wieder Beobachtungen statt. Edgar Mädlow (1921–2012) leitete die Sternwarte kommissarisch, unter Mithilfe von Herbert Pfaffe.

### Benennung nach Gründer (1946)

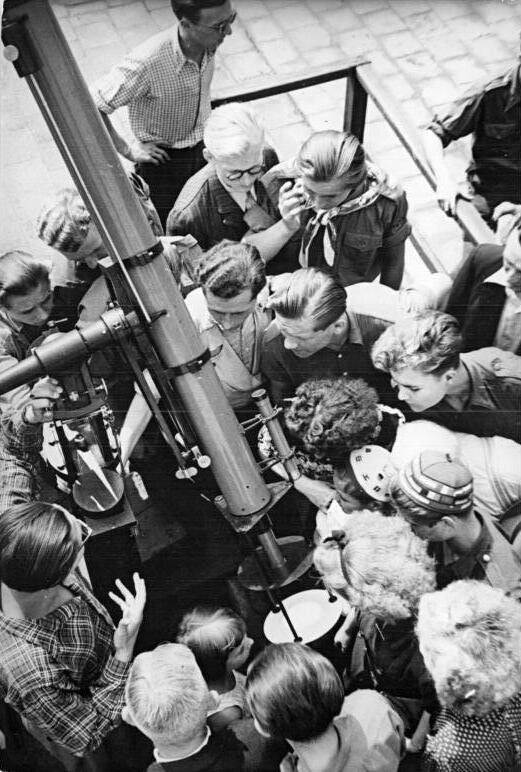
Teilnehmer der III. Weltfestspiele besichtigen im August 1951 die Archenhold-Sternwarte in Berlin-Treptow.

Nach der von den Siegermächten beschlossenen Teilung Berlins lag die Sternwarte im von der Sowjetunion kontrollierten Ostteil der Stadt. Auf Vorschlag von Otto Winzer, des zuständigen Stadtrats für Volksbildung, erhielt die Sternwarte am 17. August 1946 den Namen Archenhold-Sternwarte. Die Kriegsschäden am Gebäude wurden bis 1948 beseitigt, wobei einige bauliche Vereinfachungen vorgenommen wurden. Zum 1. Juni 1948 berief der Berliner Magistrat als Eigentümer der Sternwarte Diedrich Wattenberg, der schon mit Archenhold zusammengearbeitet hatte, zum Direktor. Die Besucherzahlen stiegen von 1946 jährlich um etwa 8.000 und erreichten 1949 25.000 Personen. Im Jahr 1958 wurde der große Refraktor wegen technischer Defekte stillgelegt, blieb aber als technisches Denkmal erhalten.

### Aus- und Anbauten für Bildungszwecke
1959 wurde in einem Anbau das erste Zeiss-Kleinplanetarium vom Typ ZKP I in Betrieb genommen. Im selben Jahr wurde in der DDR der Astronomie-Unterricht für die 10. Klasse eingeführt, das erste Lehrbuch verfasste Sternwartendirektor Diedrich Wattenberg.
Anfang der 1960er Jahre wurden auf dem Außengelände drei weitere Gebäude errichtet, die neue Beobachtungsinstrumente beherbergten, darunter ein 500-mm-Cassegrain-Spiegelteleskop, ein 150-mm-Coudé-Refraktor sowie ein 300-mm-Jensch-Coelostat. Der Coelostate bildet mit einem 200-mm-AS-Objektiv die optische Grundausstattung des Sonnenphysikalischen Kabinetts, das 1965 fertiggestellt wurde.

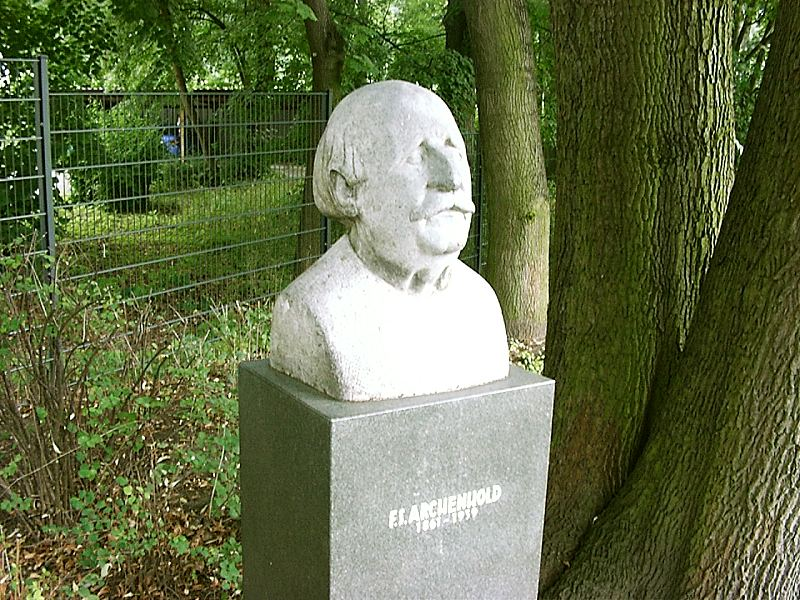
Archenhold-Büste

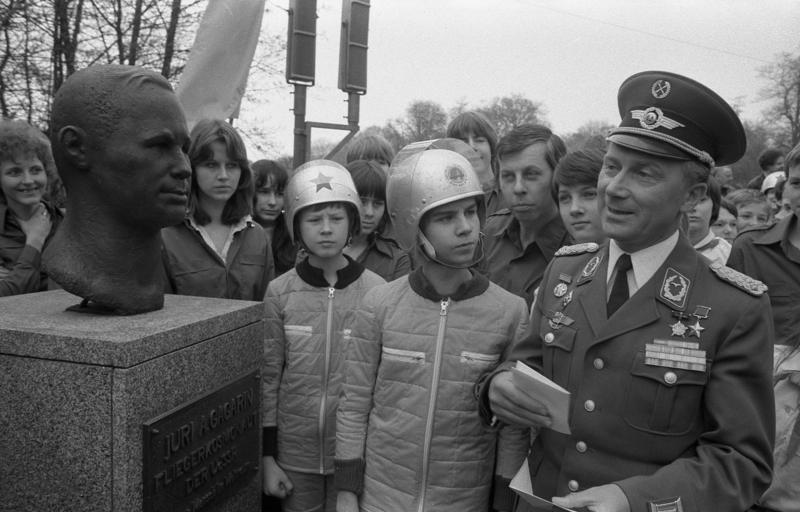
Sigmund Jähn vor der Büste von Juri Gagarin im Garten der Archenhold-Sternwarte, 1981

Im Jahr 1961 wurde vor dem Eingang zur Sternwarte eine vom Bildhauer Theo Balden aus Granit geschlagene Archenhold-Büste aufgestellt. An den Auftritt von Albert Einstein erinnert eine von Jenny Mucchi-Wiegmann geschaffene Bronze-Büste, die im Garten der Anlage ihren Platz erhielt. 1991 wurde die Einstein-Büste gestohlen. 2003 tauchte eine solche Büste in einem Potsdamer Antiquitätengeschäft auf. Es ließ sich jedoch nicht klären, ob es sich um den Abguss handelte, der in Treptow vermisst wurde.
Im November 1976 übernahm Dieter B. Herrmann das Amt des Direktors. Im Jahr darauf begann die bis 1983 andauernde Sanierung des Großen Refraktors, der bereits seit 1967 unter Denkmalschutz stand. Mitte März 1982 erhielt die Sternwarte ihr neues Kleinplanetarium vom Typ ZKP 2. Mit ihm ließen sich der nördliche und auch der südliche Sternhimmel vollständig darstellen.
Das 1958 außer Betrieb genommene Riesenfernrohr konnte ab 1977 rekonstruiert werden und war ab 1983 wieder einsetzbar. In den 1980er Jahren betrug die jährliche Besucherzahl etwa 70.000. Im Jahr 1987 wurde ein schon von Archenhold angeregtes Zeiss-Großplanetarium im Ernst-Thälmann-Park in Berlin-Prenzlauer Berg errichtet. Es bildete bis 2002 eine gemeinsame Einrichtung mit der Archenhold-Sternwarte.
Von 1989 bis 1990 wurde das Riesenfernrohr erneut repariert. Das äußere Blechrohr war zum Teil durchgerostet und musste schrittweise ersetzt werden. Es wurde nach dem historischen Vorbild hergestellt und montiert.

### Forschung (1972–1991)
1972 wurde eine Forschungsabteilung für die Geschichte der Astronomie in der Sternwarte eingerichtet, die von Mitgliedern einer eigenen Arbeitsgemeinschaft bereichert wurde. Ihr Abteilungsleiter war bis 1976 Dieter B. Herrmann. Nach seiner Habilitation 1986 lehrte er auch an der Universität und betreute gelegentlich Doktorarbeiten. Durch zahlreiche Publikationen zu astronomiehistorischen Arbeiten bestand auch ein Schriftentausch mit anderen Forschungseinrichtungen. Nachdem Archenholds ursprüngliche, umfangreiche Bibliothek durch Kriegseinwirkungen zerstört sowie 1945 durch Überführungen in die Sowjetunion verloren gegangen war, wurde der Bibliotheksbestand nach und nach wieder aufgebaut.
Diedrich Wattenberg schied am 1. November 1976 als Direktor aus. Dieter B. Herrmann wurde zu seinem Nachfolger berufen. Die Forschung zur Astronomiegeschichte wurde von Jürgen Hamel geleitet, der 1978 bis 1991 an der Archenhold-Sternwarte arbeitete.
Fachdidaktische Arbeiten, Schulbücher für das Fach Astronomie und astronomische Themenkapitel in Schulbüchern verschiedener Naturwissenschaften wurden vom Direktor Herrmann und von seinen Mitarbeitern verfasst, federführend von den studierten Astronomie-Lehrern Dietmar Fürst und Oliver Schwarz (letzterer erhielt später eine Professur für Fachdidaktik Physik an der Universität Siegen und leitete den Arbeitskreis „Astronomiedidaktik“/ Bildungsausschuss der Astronomischen Gesellschaft).
Seit 1972 hat die Sternwarte ein eigenes, für den Standort in Treptow berechnetes astronomisches Jahrbuch herausgegeben („Blick in die Sternenwelt“). Autor und Herausgeber war 1972 bis 2014 der Technische Direktor Eckehard Rothenberg; nach 2014 übernahmen Mitglieder des Fördervereins diese Arbeit.

### Die Einrichtung im wiedervereinigten Berlin
Nach der Vereinigung der beiden deutschen Staaten und dem Zusammenwachsen der Berliner Verwaltungen 1990 gelangte die Sternwarte in die städtische Schulverwaltung. Die Sternwarte wurde zwischen 1994 und 1996 grundsaniert. Die Ausstellungen wurden neu gestaltet.
Von Mitte 2002 bis Juni 2016 war die Sternwarte dem Deutschen Technikmuseum Berlin zugeordnet. Der langjährige Direktor Dieter B. Herrmann ging 2004 in den Ruhestand. Die Leitung übernahm zunächst Klaus Staubermann (2005–2006), ihm folgte Dietmar Fürst, 2009 wurde Felix Lühning neuer Leiter der Archenhold-Sternwarte.
Seit dem 1. Juli 2016 gehört die Archenhold-Sternwarte, neben dem Zeiss-Großplanetarium und dem Planetarium am Insulaner, mit der Wilhelm-Foerster-Sternwarte zur Stiftung Planetarium Berlin. Damit gehört sie in den Verantwortungsbereich der Senatsverwaltung für Bildung, Jugend und Familie.
2016 wurde Tim Florian Horn (Vorstand der Stiftung Planetarium Berlin) Direktor der Archenhold-Sternwarte und des Zeiss-Großplanetariums. 2022 übernahm Stefan Gotthold (Leiter der Abteilung Bildung der Stiftung Planetarium Berlin) zudem die Leitung der Archenhold-Sternwarte.
2021 begann eine umfassende Fassadensanierung, um diese wieder in die neoklassizistische Originalfassung aus dem Jahr 1909 zurückzuführen. Bei diesen Arbeiten wurden unter anderem die alten Holzfenster saniert und das Eingangsportal nach historischem Vorbild restauriert. 2022 war die technische Überholung abgeschlossen. Dabei wurde das Zeiss-Kleinplanetarium mit einem neuen Sternprojektor, dem Skymaster ZKP 4, ausgestattet. Er projiziert etwa 7.000 Sterne, die Milchstraße, Sternhaufen, Nebel und Galaxien an die Planetariumskuppel. Eine spezielle Technologie ermöglicht seither 360°-Projektionen auf der gesamten Kuppelfläche.

### Weitere Aktivitäten in Forschung und Lehre seit 1996
Nach der Wiedervereinigung wurden die Forschungsabteilungen der Sternwarte aufgelöst und Sternwarte und Planetarium kämpften ums Überleben. Die Gründung eines Fördervereins zur Bindung engagierter Hobby-Astronomen ermöglichte neue Aktivitäten. Der Physiker und Hobby-Astronom Jürgen Rose (PTB Berlin) baute verschiedene Instrumente für nicht-optische Astronomie auf; darunter zum Beispiel ein Radioteleskop auf dem Dach der Sternwarte, eine Funkenkammer, Magnetometer und ein Geigerzählteleskop zur Erforschung der kosmischen Höhenstrahlung. Für Schau-Zwecke wurde auch ein Foucault-Pendel aufgestellt und ein funktionsfähiges, bewegliches Modell des Großen Refraktors in der Dauerausstellung platziert.
Im Jahr 2000 wurde die Schriftenreihe der Archenhold-Sternwarte mit einer publizistisch-wissenschaftshistorischen Arbeit über das Weltbild der Astronomen der griechischen Antike wiederbelebt und seitdem in unregelmäßigen Abständen die Arbeiten der Mitglieder des Fördervereins zu verschiedenen Themen der Astronomie publiziert.

### Stolpersteine

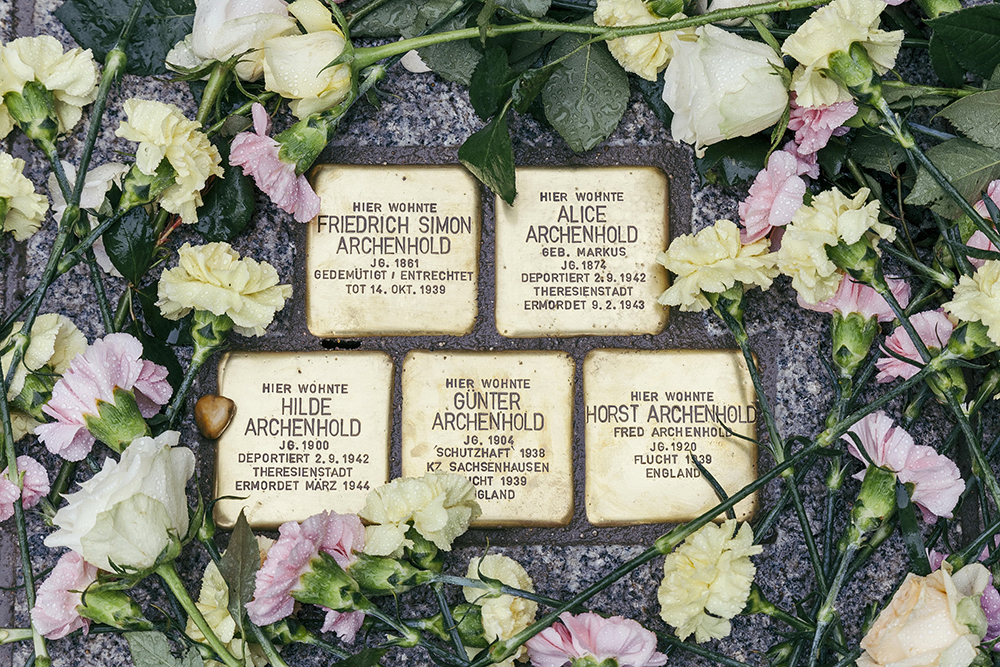
Stolpersteine bei der Archenhold-Sternwarte (2023)

Im Oktober 2023 wurden fünf Stolpersteine für Angehörige der Familie Archenhold vor dem Eingang zur Archenhold-Sternwarte verlegt. Mit ihnen wird an Friedrich Simon Archenhold, seine Frau Alice Archenhold sowie an ihre Kinder Hilde, Günther und Horst „Fred“ Archenhold erinnert. Sie waren dem Terror des Nazi-Regimes zum Opfer gefallen. Bei der Verlegung waren Angehörige und Nachfahren der Familie Archenhold anwesend.

## Ausstattung

### Großer Refraktor

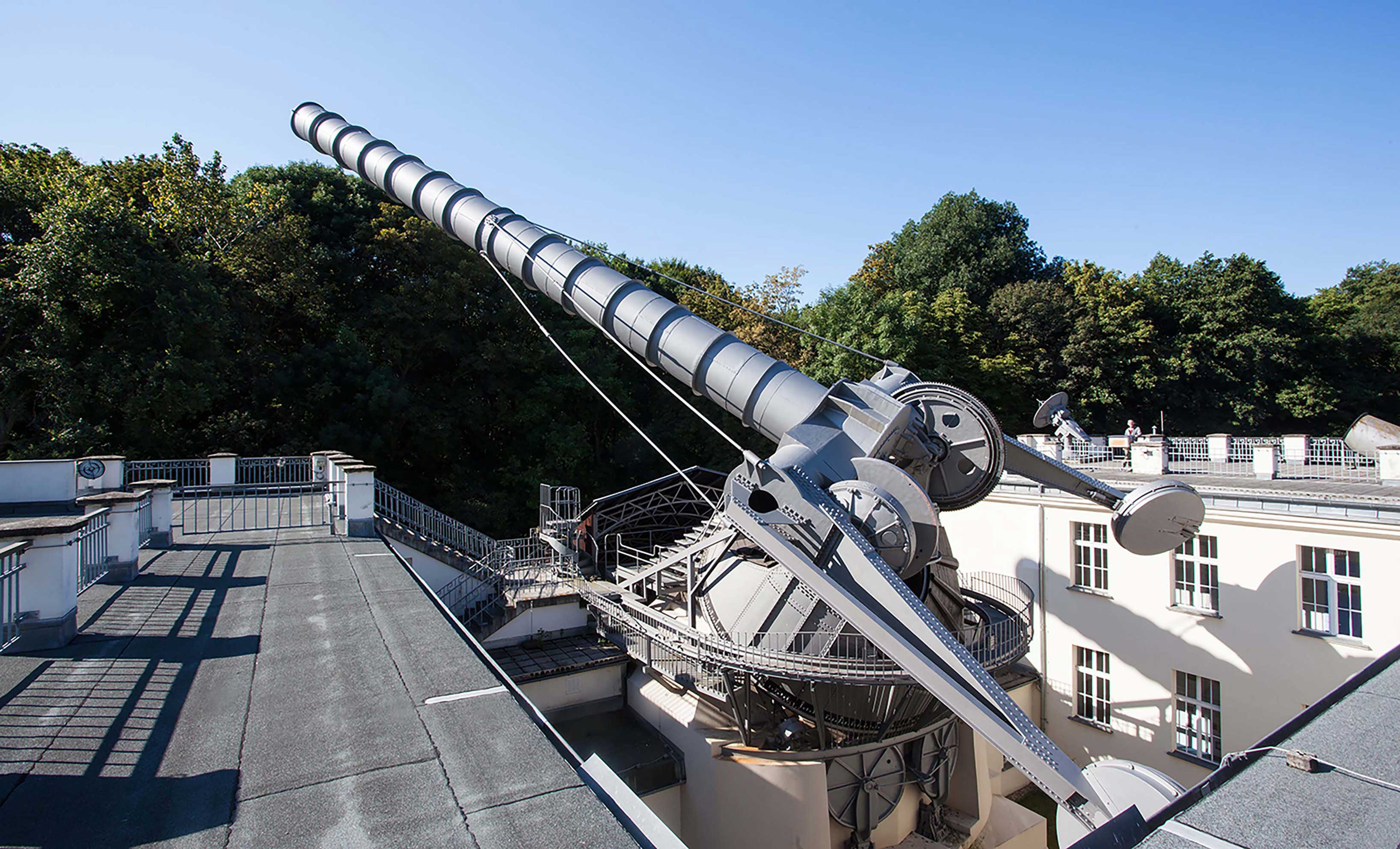
Großer Refraktor der Archenhold-Sternwarte

Der Große Refraktor wurde 1896 für die Berliner Gewerbeausstellung gebaut. Mit einer Objektöffnung von 68 Zentimetern, einer Brennweite von 21 Metern und einer beweglichen Masse von 130 Tonnen gilt er als eine technische Meisterleistung. Die Linsen fertigte die Firma C. A. Steinheil & Söhne aus München. Der Refraktor steht seit 1967 unter Denkmalschutz.

### Zeiss-Kleinplanetarium

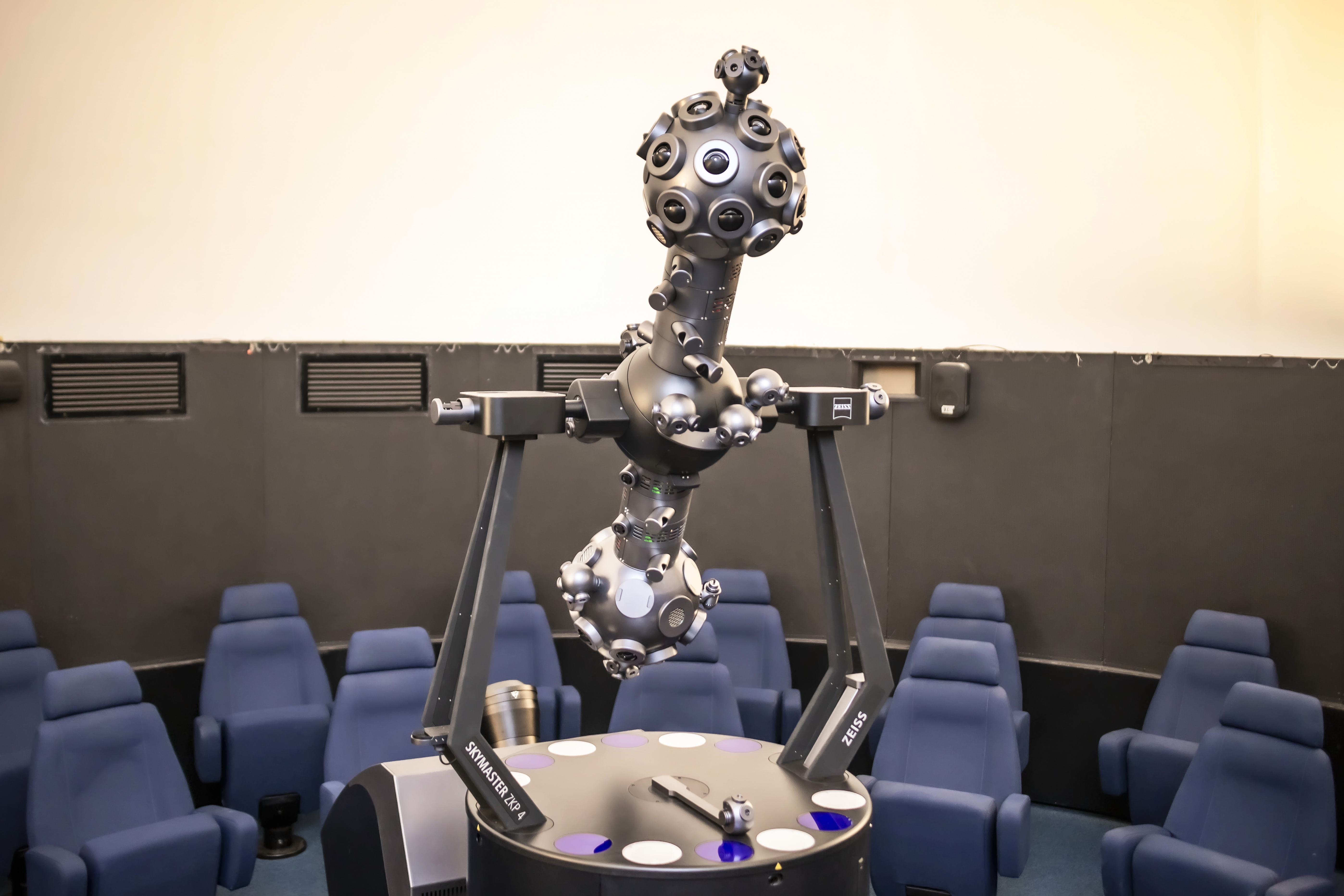
Sternprojektor Skymaster ZKP4 (2024)

Das Kleinplanetarium befindet sich in einer acht Meter großen Kuppel und bietet aktuell Platz für 31 Besucher (Stand = Ende 2024). Es wurde 1959 als das erste Zeiss-Kleinplanetarium der DDR eröffnet. 1982 wurde es durch das modernere Zeiss-Kleinplanetarium vom Typ ZKP-2 ersetzt. 1994 wurde der Planetariumsraum neu gestaltet. Die Sessel boten nun 38 Gästen Platz.
Seit der Modernisierung im Frühjahr 2024 ist ein neuer Sternprojektor von Zeiss (Skymaster ZKP4) das Herz des Kleinplanetariums. Ein digitales Projektionssystem unterstützt ihn, es ermöglicht die Darstellung von 360°-Visualisierungen auf der gesamten Kuppel.

### Sonnenphysikalisches Kabinett
Auf dem Freigelände der Sternwarte steht das Sonnenphysikalische Kabinett. Es wurde 1965 von Diedrich Wattenberg und Edwin Rolf konzipiert und fertiggestellt. Ein Jensch-Coelostat fängt das Licht der Sonne ein und lenkt es in das Gebäude. Dort zerlegen vier 60°-Prismen das Sonnenlicht in seine Spektralfarben. Mittels des H-alpha-Filters lassen sich auch Protuberanzen und aktive Zonen der Sonne beobachten.

### Weitere Teleskope
Die 1962 auf dem Freigelände nördlich des Hauptgebäudes eröffneten zwei Beobachtungskuppeln mit fünf und drei Metern Durchmesser sind mit einem Cassegrain-Teleskop von Zeiss (500 mm Öffnung, 7500 mm Brennweite) sowie einem Coudé-Refraktor (150 mm Öffnung, 2250 mm Brennweite) ausgestattet. Zwei weitere Kuppeln am Dach des Hauptgebäudes beherbergen einen Astrografen (120 mm Öffnung, 600 mm Brennweite) sowie früher auch den historischen Urania-Refraktor von 1888, der aus der Berliner Urania umgesetzt wurde.

## Wirkungsstätte bekannter Astronomen
- Günter Archenhold (Astronom, Sonnenforscher)
- Dietmar Fürst (Rekonstruktion der Sternwarte Remplin, Träger des Bundesverdienstkreuzes am Bande)[52]
- Jürgen Hamel (Astronomiehistoriker)
- Dieter B. Herrmann (Physiker, Wissenschaftshistoriker und Publizist)
- Susanne M. Hoffmann (Astronomin und Publizistin)
- André Knöfel (Entdecker zahlreicher Planetoide)
- Sirko Molau (Fachgruppe Meteore der VdS, International Meteor Society)
- Eckehard Rothenberg (Astro-Ingenieur)
- Oliver Schwarz (Fachdidaktik Astronomie/Physik, Wissenschaftsgeschichte)